# Romola Garai
Romola Garai  (Hongkong,  1982.  augusztus 6. –) angol színésznő.

## Élete
A fiatal Romola Szingapúrban és Hongkongban nőtt fel, nyolcéves korában bankár édesapjával (Adrian Garai) és újságíró édesanyjával (Janet Brown) hazaköltöztek Angliába. Romola apja magyar zsidó bankár, míg dédapja Bert Garai volt. Dédapja és angol születésű felesége az 1910-es években Budapestről emigráltak New York-ba, majd később Londonba, ahol megalapították a Keystone Presst. A Budapesten maradt rokonai közül sokan meghaltak a holokauszt idején. Garai elismerte, hogy még nem járt Magyarországon, de amellett, hogy angol, igazi világpolgárnak érzi magát. 16 éves koráig egy független bentlakásos iskolába járt a Stonar School Wiltshire-ben.
Ekkor elhagyta a családi házat, és Londonba költözött nővéréhez, abban a reményben, hogy színésznő lesz. A drámákért rajongó lány több iskolai színdarabban is játszott. A tizennyolcéves színésznő éppen a Londoni Nemzeti Színházban szerepelt, amikor egy ügynök felfigyelt rá és beajánlotta a televízióhoz. Rögtön sikerült is egy tévéfilmben debütálnia ami Judi Dench és Ian Holm főszereplésével készült Az utolsó szőke bombázóban. Ő alakította Judi Dench fiatal énjét. Ezek után a londoni egyetemen angol irodalmat hallgatott és úgy döntött inkább tanulni fog és csak a nyári vakáció alatt fog színészkedni és modellkedni, mivel korábban azt is űzte.

### Karrierje
Egyetemi tanulmányaiban az első törést az Attachments, a BBC sorozata jelentette. Ez volt az a produkció, ami arra az elhatározásra juttatta, hogy abbahagyja tanulmányait és inkább a színjátszásra koncentráljon. Első jelentősebb szerepe a 2002-es Nicholas Nicklebyben volt, amely Charles Dickens regényéből íródott. Ő játszotta Kate Nickleby szerepét, s ez nevét széles körben ismertté tette. Alakítását a National Board of Review a Best Ensemble díjjal jutalmazta. 2003-ban egy 17 éves lányt Cassandra Mortmain formálta meg az Enyém a vár (I Capture the Castle) című filmben. Játékáért rengeteg dicséretet kapott és a BIFA (Brit Független Filmesek Díja, British Independent Film Awards) legígéretesebb fiatal színésznő díjára jelölték. Sok kritikus az új Julie Christie-nek kiáltotta ki. Ő, bár hízelgőnek találta az összehasonlítást, azt mondta még nincs olyan szinten, mint kolléganője. Ekkor már Hollywood is felfigyelt a szép színésztehetségre: 2004-ben a Dirty Dancing folytatásában is főszerepet kapott. A Dirty Dancing: Havannai éjszakák világviszonylatban csak 27 millió dollárt hozott, de Garai nevét berobbantotta az amerikai piacra is. 2005-ben megkapta a BIFA, a legjobb mellékszereplőnek járó díját a Lélekben táncolok (Inside I'm Dancing) című filmben, Siobhan megformálásáért. 2005-ben elvállalta egy két részes televíziós dráma főszerepét a The Incredible Journey of Mary Bryantben. A kritikusok ezúttal is dicsőítették a fiatal tehetséget. 2006-ban további két jelentős szerepet vállalt el, előbb Woody Allen Füles című vígjátékában tűnt fel Scarlett Johansson és Hugh Jackman mellett, majd Kenneth Branagh Ahogy tetszik című Shakespeare adaptációjában szerepelt. 2007-ben megkapta eddigi legnagyobb szerepét: Angel Deverell személyében a francia rendező zseni François Ozon Angel című filmjében. Az alakítás olyan jól sikerült, hogy a The Independent az év színésznői között emlegette alakításáért. Őt jelölték a Prix Lumiere díjra, amivel történelmet írt, mivel ő volt az első brit jelölt. 2007-ben Joe Wright Vágy és vezeklés című filmsikerében Keira Knightley, James McAvoy, Saoirse Ronan és Vanessa Redgrave oldalán szerepelt. Az Oscar-díjra jelölt filmben az elkényeztetett Briony Tallis szerepét kapta. Alakítását a Brit Filmakadémia díjjal jutalmazta. 2008-ban szerepelt A másik férfi (The Other Man) című filmben Liam Neeson, Laura Linney és Antonio Banderas mellett.
2009 januárjában az Irakban harcoló brit katonáknak létrehozott szórakoztató műsor keretein belül hívta fel a figyelmet a több mint 800 palesztin menekült helyzetére. Még abban az évben szerepelt Stephen Poliakoff 2. világháborús thrillerjében, az 1939-ben, amelyben Julie Christie és Christopher Plummer voltak a partnerei. Visszatért a televízió képernyőjére is: elvállalta a BBC új minisorozatának, az Emmának a főszerepét Michael Gambon és Johnny Lee Miller oldalán. A négyrészes sorozat Jane Austen regényének filmadaptációja. Ugyanabban az évben a The Sunday Times Magazine őt és több brit színészkollégáját, többek között Hugh Dancyt és Matthew Goode-ot, a Rising Stars kitüntetéssel honorálta. Ezt korábban olyan brit színészek kapták meg, mint Kate Winslet és Jude Law.

### Magánélete
Garai Londonban él. 2009-ben fejezte be egyetemi tanulmányait az Open University-n, diplomamunkáját angol irodalomból írta. Szabadidejében szeret utazni és főzni. Járt már szülőhelyén, Malajziában, Olaszországban, Marokkóban, Svájcban és Ausztriában. Elmondása szerint ez neki nem csak felüdülés, hanem komoly megpróbáltatás is, hiszen egy másik nép kultúráját és nyelvét megismerni nagyon nehéz, ráadásul szerinte ebben a britek nagyon gyengék.
2012 novemberében Garai bejelentette, hogy első gyermekét várja barátjával, Sam Hoare brit színésszel. 2013 márciusában lányuk született.

## Filmjei
- 2000: Az utolsó szőke bombázó (tévéfilm)
- Nicolas Nickelby 2002
- Daniel Deronda   2002 (tévéfilm)
- Enyém a vár      2003
- Lélekben táncolok 2004
- Hiúság vására    2004
- Dirty Dancing 2.  2004
- Mary Bryant      2005 (tévéfilm)
- Amazing Grace    2006
- Renaissance      2006
- Füles            2006
- Ahogy tetszik    2006
- Vágy és vezeklés 2007
- Angel            2007
- The Other Man    2008
- Emma             2009 (tévéfilm)
- A Dicső 39       2009
- Egy nap          2011
- The Hour         2011 (tévéfilm)
- Whitelands       2012
- Having You       2013
- Last Days on Mars 2013
- Born to kill      2017